# Granzima M
Il granzima M è una proteina che negli umani viene codificata dal gene GZMM; essa fa parte della categoria dei granzimi.
Il gene GZMM è situato sul braccio corto del cromosoma 19, nel locus genico 19p13.3.